# Angel with the Iron Fists

Angel with the Iron Fists est un film hongkongais réalisé par Lo Wei, sorti en 1967 au cinéma.
Il est suivi d'une suite, The Angel Strikes Again.

## Présentation
L'agent 009, une jeune femme équipée d'une panoplie de gadgets jamesbondiens et atteinte d'une obsession pour la cosmétologie capillaire, est chargé de contrecarrer les sombres desseins d'une dangereuse organisation secrète impitoyablement dirigée par la ténébreuse madame Jin, les "anges noirs".

## Fiche technique
- Titre : Angel with the Iron Fists / Tie Guanyin
- Réalisation : Lo Wei
- Scénario : Shih Wai
- Musique : Wang Fu Ling
- Société de production : Shaw Brothers
- Pays d'origine : Hong Kong
- Format : Couleurs - 2,35:1 - Mono - 35 mm
- Genre : action
- Durée :
- Date de sortie : 1967

## Distribution
- Lily Ho : l'agent 009, une fonctionnaire des services secrets
- Fanny Fan : Dolly, un ange noir portant des slips roses
- Tina Chin Fei : madame Jin
- Tang Ching : Cheng Tie Hu, un bijoutier naïf
- Lo Wei : un cadre dirigeant de l'institution policière
- Ku Feng : un ange noir
- Wu Ma : un ange noir
- Fan Mei-sheng : l'agent 403, un fonctionnaire des services secrets
- Helen Ma : un mannequin de maillots de bains